# The Hustler (álbum)
The Hustler (en español El Estafador) el segundo álbum de estudio de la dupla de salsa Willie Colón & Héctor Lavoe.

## Portada
La imagen de Willie Colón posando delante de una mesa de billar en la portada es una referencia a la de la película The Hustler con Paul Newman y Jackie Gleason. La foto fue tomada en el bar Ridgewood Grove Billiards, del padre de Jerry Masucci en Yonkers, Nueva York.
A pesar de que Héctor Lavoe participa del álbum, no forma parte de la portada ya que Colón aseguró que en ese entonces Lavoe no estaba seguro de querer formar parte de una banda.

"Hector todavía no estaba seguro de que quería estar en una banda, él opto por no estar en la portada con el grupo con el que había estado tocando por un par de años"
Colón, para Fania Records

## El disco y sus canciones
Lanzado en 1968, con una duración de 36 minutos y diez segundos, fue el segundo álbum de estudio de la dupla Colón-Lavoe. The Hustler colocó el talento de Héctor Lavoe en el epicentro de la visión musical de Willie Colón. Willie comentaba que Héctor no podía cantar en inglés, pero que era tan bueno en el español, que el decidió seguir así. También decía que contaba con un muy buen personal para la realización de este álbum:

"The Hustler presentó una banda joven y enérgica que incluía al futuro timbalero de Fania All Stars Nicky Marrero y al pianista afroamericano Markolino Dimond, quien escribió el sabroso "Guajirón""

La canción «Montero», por ejemplo, califica como un Jala Jala, sin embargo en el fondo hay una Rumba lista para salir. Según Willie Colón, la canción  «Eso se baila así» era la declaración de independencia de la banda del género musical Bugalú. La introducción de dicha canción parecer adoptar al Bugalú, pero después el coro dice: "El boogaloo no va conmigo".

## Listado de canciones
| #  | Nombre                | Compositor y/o Arreglista             | Duración |
| -- | --------------------- | ------------------------------------- | -------- |
| 1. | «The Hustler»         | Willie Colón                          | 6:29     |
| 2. | «Que Lío»             | Joe Cuba, Héctor Lavoe & Willie Colón | 4:35     |
| 3. | «Montero»             | Willie Colón & Héctor Lavoe           | 4:20     |
| 4. | «Se acaba este mundo» | Willie Colón                          | 4:15     |
| 5. | «Guajirón»            | Markolino Dimond                      | 5:59     |
| 6. | «Eso se baila así»    | Willie Colón                          | 5:15     |
| 7. | «Havana»              | Willie Colón                          | 6:37     |

## Personal

### Músicos
- Pablo Rosario: Bongó
- Héctor Andrade: Conga
- Nicky Marrero: Timbales
- Santiago González: Bajo
- Mark "Markolino" Dimond: Piano
- Joe Santiago: Trombón
- Willie Colón: Trombón
- Héctor Lavoe: Vocalista

### Técnico
- Johnny Pacheco: Productor discográfico
- Jerry Masucci: Director musical
- Izzy Sanabria: Director artístico
- Marty Top: Fotógrafo